# 晏新力
晏新力（英語：Macario Darwin Yen Hing-Glover，1995年4月4日—），美籍华裔，前足球运动员，司职右边后卫，最后效力于中国超级联赛俱乐部上海申花。
2024年12月30日，晏新力通过社交媒体宣布自己退役挂靴。